# Objet de Becklin-Neugebauer
Désignations
L'objet de Becklin-Neugebauer (BN) est un objet du nuage moléculaire d'Orion visible uniquement en infrarouge. Il a été découvert en 1967 par Eric Becklin et Gerry Neugebauer lors de leur relevé en proche infrarouge de la nébuleuse d'Orion. Il s'agit probablement d'une proto-étoile de masse intermédiaire.
Ce fut la première étoile détectée par des observations infrarouges, car elle est profondément enfouie dans la nébuleuse pouponnière d'étoiles d'Orion, où elle est invisible aux longueurs d'onde visibles car la lumière est complètement dispersée ou absorbée par la dense matière poussiéreuse.
Après le Soleil, l'objet BN est l'objet le plus brillant du ciel aux longueurs d'onde inférieures à 10 micromètres. Il a à peu près la taille du système solaire et a une température de surface de seulement 700 K, mais en profondeur et invisible, se cache une étoile lumineuse ayant une masse d'environ 15 masses solaires et une température de surface de 26000 K. Sa naissance met en cause les étoiles brillantes et chaudes du Trapèze dont le rayonnement exerce une pression sur la matière nébuleuse située autour d'elles. Dans la direction du Soleil, cette pression a déjà dispersé les restes de poussières et de gaz à partir desquels les étoiles du Trapèze se sont formées. Cependant, dans la direction opposée, la pression de radiation continue à comprimer les poussières et les gaz et à permettre la création de nouvelles étoiles.